# Melpomene tsatchelae
Melpomene tsatchelae là một loài dương xỉ trong họ Polypodiaceae. Loài này được Labiak mô tả khoa học đầu tiên năm 2000.